# Trochosa pardaloides
Trochosa pardaloides este o specie de păianjeni din genul Trochosa, familia Lycosidae. A fost descrisă pentru prima dată de Mello-leitão, 1937. Conform Catalogue of Life specia Trochosa pardaloides nu are subspecii cunoscute.